# The Rains Came
The Rains Came (br.: E as Chuvas Chegaram / pt.: A maldição da Índia) é um filme de drama romântico estadunidense de 1939, dirigido por Clarence Brown e produzido por Darryl F. Zanuck para a 20th Century Fox. Roteiro baseado no livro de Louis Bromfield publicado em junho de 1937 por Harper & Brothers. Um remake foi lançado em 1955 com o título The Rains of Ranchipur.

## Elenco
- Myrna Loy...Lady Edwina Esketh
- Tyrone Power...Doutor Major Rama Safti
- George Brent...Thomas Ransome
- Brenda Joyce...Fern Simon
- Nigel Bruce...Lorde Albert Esketh
- Maria Ouspenskaya...Marani, esposa do Marajá
- Joseph Schildkraut...Marajá Bannerjee
- Mary Nash...MacDaid
- Jane Darwell...Tante Phoebe Smiley
- Marjorie Rambeau...Madame Simon
- Henry Travers...Reverendo Homer Smiley
- H. B. Warner...Bahadur
- Laura Hope Crews...Lily Hoggett-Egburry
- William Edmunds...M. Das
- George Regas (não creditado)...Rajput

## Sinopse
Tom Ransome é um herdeiro aristocrata e artista inglês que foi a Ranchipur na Índia para pintar um retrato do marajá e lá ficou por mais de sete anos, numa vida dissoluta e socialmente ativa. Sua rotina muda quando uma ex-amante, Lady Edwina Esketh, chega com o marido Lorde Esketh para negociarem cavalos com o marajá. Lady Edwina ainda flerta com Tom mas quando conhece o médico Major Rama Safti numa festa, resolve seduzi-lo. Tom não está interessado em retomar o caso com Edwina pois se encantara com a jovem vizinha Fern, filha de missionários ingleses. A cidade atravessava uma grande seca mas no início da primavera fortes chuvas enchem os rios e os reservatórios. Em seguida, ocorre um terremoto, o que faz com que as águas transbordem e inundem toda a cidade, causando muitas vítimas. Durante a catástrofe, Edwina se oferece para trabalhar no hospital, o que causa admiração no Major Rama mas desagrada a Marani, que acha que a inglesa será má influência para ele e prejudicará os planos de fazer com que médico a sucedesse no trono.

## Produção
A escolha do elenco aparentemente foi um processo lento. Loy e o diretor Brown foram emprestados para a 20th Century Fox pela MGM (como parte da negociação que levou Power a ser emprestado a MGM para Maria Antonieta de 1938). Brent veio também de outro estúdio, o Warner Bros..Ouspenskaya era da Fox e foi memorável no papel da Marani. A atriz mais tarde afirmou que tudo que precisava saber para personificar a realeza indiana aprendera com a Grã-Duquesa russa Maria Pavlovna (1890–1958).
O orçamento foi de  2 milhões e meio de dólares.

## Premiação
- Indicado a seis Óscar,[2] venceu na categoria "Efeitos Especiais e Efeito sonoros", para as cenas do terremoto e inundação.[3] Foi o primeiro filme a ganhar o Óscar de Melhores efeitos especiais, derrotando The Wizard of Oz.

### Adaptação de 1955
The Rains of Ranchipur é estrelado por Richard Burton, Lana Turner e Fred MacMurray que interpretaram os papeis anteriormente de Power, Loy e Brent. No filme de 1939 foi usado o final do livro; no remake, o final foi mudado.